# Тростянець (притока Ягорлика)
Тростяне́ць — річка в Україні, в межах Подільського і Окнянського районів Одеської області, а також у Молдові (Придністров'я). Права притока Ягорлика (басейн Дністра).

## Опис
Довжина 46 км, площа водозбірного басейну 685 км². Похил річки 2,4 м/км. Долина з крутими схилами, ярами; завширшки до 1,5 км, завглибшки до 80 м. Річище слабозвивисте. Стік річки зарегульованний. Використовується на сільськогосподарські потреби.

## Розташування

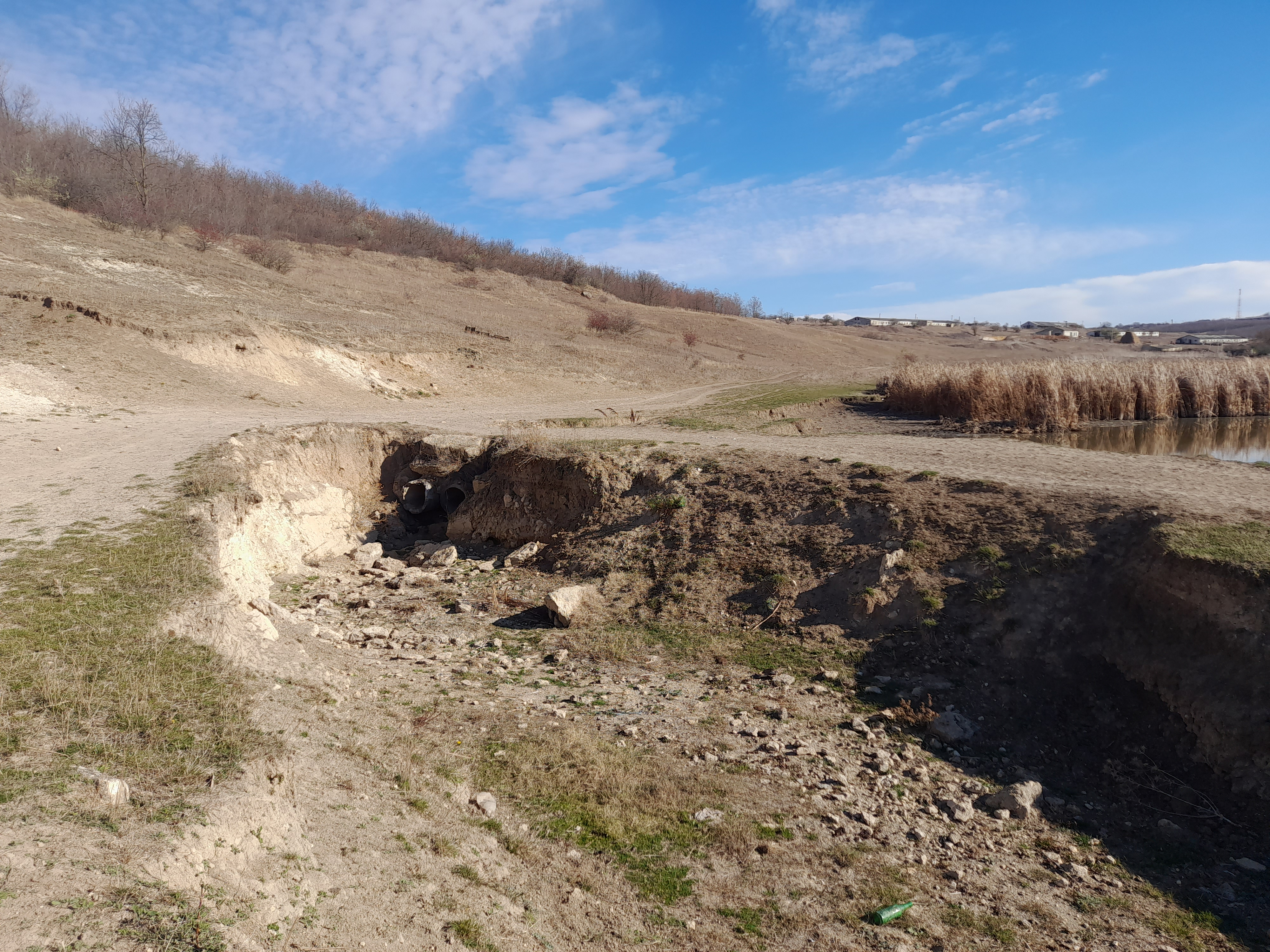
Пересохла річка Тростянець біля села Топали

Тростянець бере початок біля села Романівки. Тече спершу на південь, у середній течії — на південний захід, у пониззі — знову на південь. Впадає до Ягорлика біля села Дойбани II.